# Syre-basereaktion
En syre-basereaktion er en kemisk reaktion mellem syrer og baser.
En syre er et molekyle eller en ion, der kan afgive en hydron. En base er et molekyle eller en ion, som kan modtage en hydron. 
Ved en syre-basereaktion overføres der en hydron fra en syre til en base.
Et eksempel på en sådan reaktion er saltsyres reaktion med natriumhydroxid under dannelse af vand og almindeligt køkkensalt.
{\displaystyle {\ce {HCl(aq) + NaOH(aq) -> NaCl(aq) + H2O(l)}}} som bliver til en gas hvis den bliver varmet op.
| Kemi | Spire Denne artikel om kemi er en spire som bør udbygges. Du er velkommen til at hjælpe Wikipedia ved at udvide den. |